# Concours International Best Wine In Box

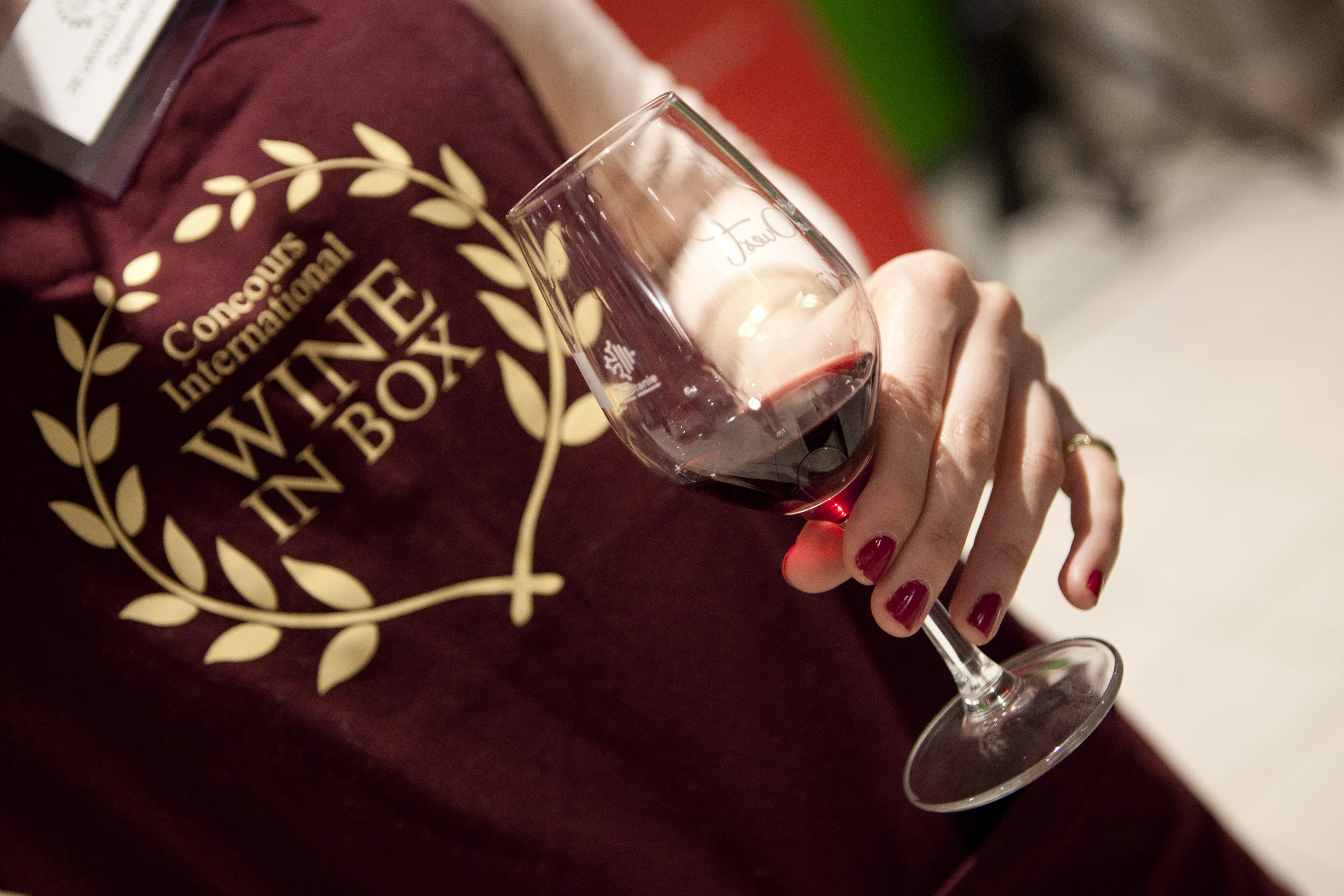
Dégustation lors du concours

Le Concours International Wine In Box (CIWIB), aussi appelé Best Wine In Box, est un concours annuel dédié aux vins conditionnés en caisse-outre. Il a été fondé en 2015 par l'oenologue Anne-Marie Estampe, dirigeant de la société Amelovin. Le concours est organisé en partenariat avec le DNO (Diplôme national d’œnologie) de Toulouse.

## Historique
Le concours a été créé en 2015. Il est validé par la DGCCRF et à ce titre figure sur la liste des concours vinicoles dont les médailles peuvent figurer dans l'étiquetage.
Il note la qualité du vin, et, depuis 2020, le design des emballages. 460 vins ont participé en 2021. Les éditions 2020 et 2021 se sont tenues à distance en raison du Covid-19,. La dixième édition du concours a eu lieu le 27 mars 2024 au centre de congrès Diagora-Labège.
43% des produits candidats à l'édition 2019 venaient de l'étranger,. En 2023, sur les 387 échantillons présentés, 55% étaient des vins français et 45% des vins internationaux.

## Déroulement de la dégustation
Les vins de chaque catégorie sont dégustés à l'aveugle par des jurys de professionnels et d'amateurs éclairés. Chaque jury est présidé par un oenologue professionnel. La qualité est sanctionnée par la médaille Best Wine In Box. 

## Les concours associés
Les vins ayant gagné une médaille lors de la dégustation peuvent ensuite concourir dans deux autres étapes du concours, qui récompensent respectivement le design et l'éco-conception de la boîte. 
La distinction concernant le design de l’emballage, nommée Best Dressed Wine, comprenait à l'origine la palme d'or, le prix du graphisme classique, le prix du graphisme original, et le prix de l'originalité de la forme, sélectionnés parmi les vins primés lors de la dégustation. En 2023, pour suivre les évolutions graphiques des fabricants, le jury a revu ses catégories, qui sont désormais les suivantes: illustration contemporaine, évocation culturelle, portrait de terroir, graphisme minimal, graphisme ornemental, pop culture,.
Le concours récompense également l'emballage le mieux éco-conçu,, en partenariat avec Adelphe.